# Gran Sociedad

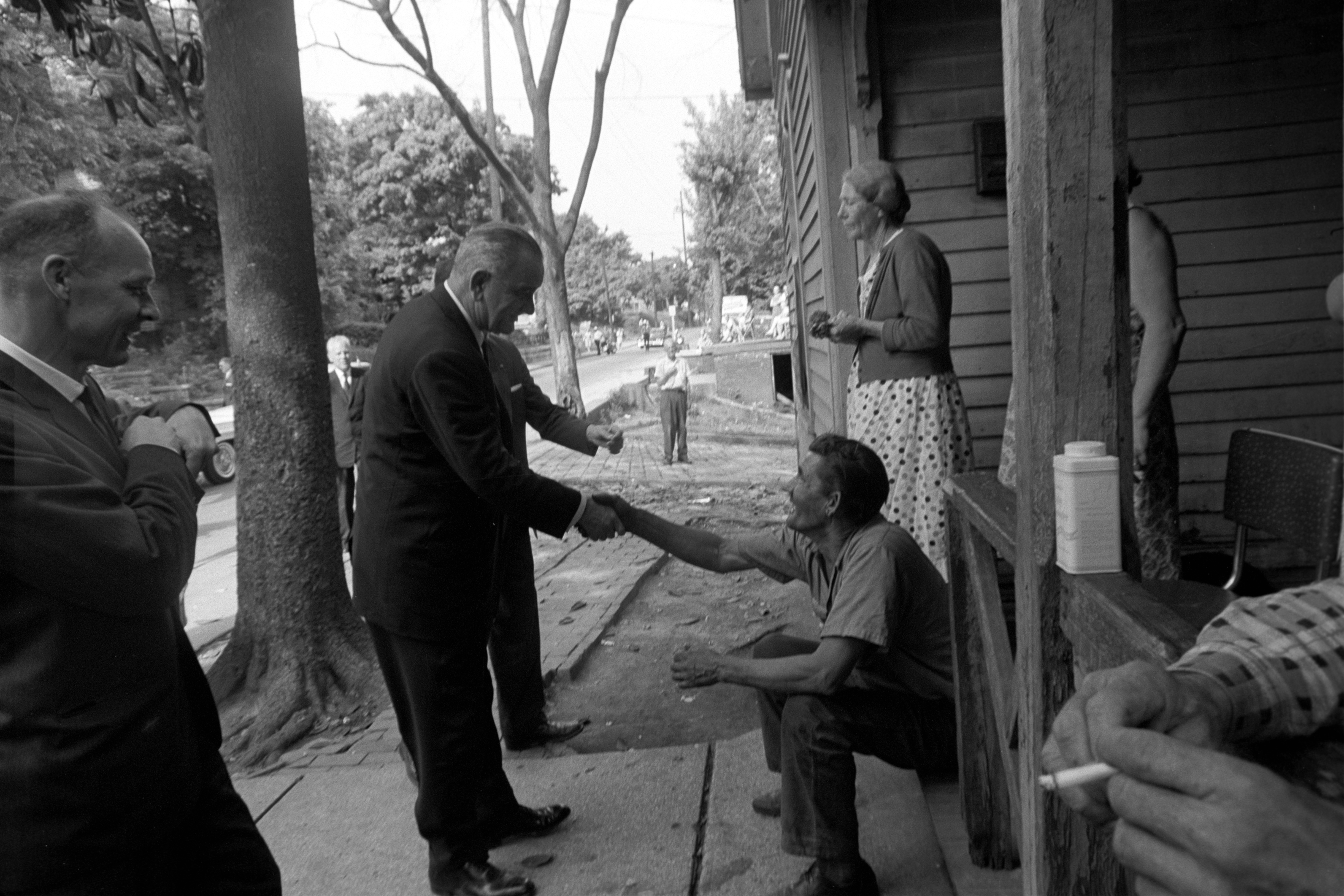
El presidente estadounidense Lyndon B. Johnson en un barrio pobre de los Apalaches en mayo de 1964

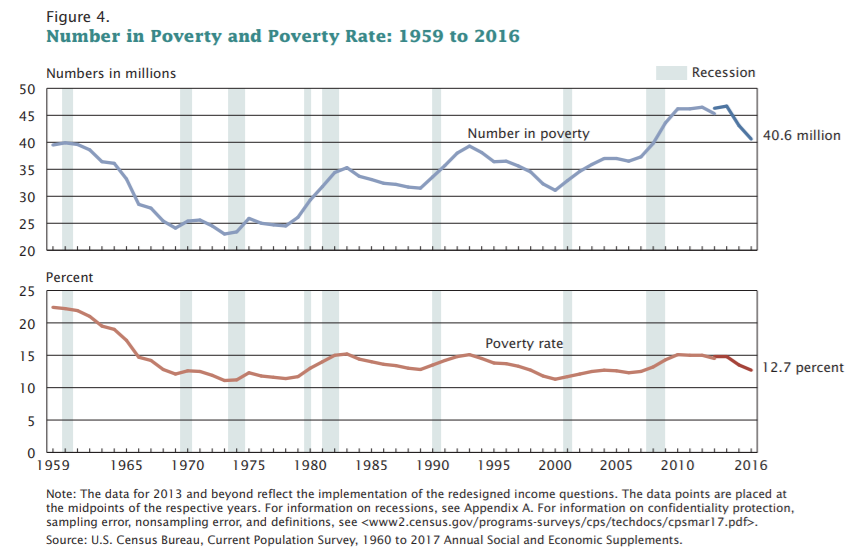
Evolución del número de personas pobres y tasa de pobreza relativa en Estados Unidos entre 1959 y 2016. Tanto los niveles mínimos absolutos como porcentuales coincidieron con la puesta en marcha de la Gran Sociedad

La Gran Sociedad (en inglés, Great Society) fue un conjunto de programas nacionales de reforma social del Gobierno de Estados Unidos iniciados entre 1964 y 1965, durante la presidencia de Lyndon B. Johnson. El término fue acuñado por el teórico político Graham Wallas en su obra The Great Society (1914), y empleado por Lyndon Johnson durante un discurso en la Universidad de Míchigan en 1964, apenas cuatro meses después de alcanzar la presidencia del país tras el asesinato de su predecesor, John F. Kennedy. Eje central de la política nacional del presidente Johnson, sucesivos discursos y mensajes al Congreso desarrollaron poco a poco su concepción y alcance en los primeros meses de su administración. Los objetivos principales de la Gran Sociedad fueron la eliminación total de la pobreza y la segregación racial a través del incremento del gasto y el refuerzo de la asistencia en educación, sanidad, ordenación urbana, el medio rural y el transporte. Además de la lucha contra la pobreza y el fortalecimiento de las minorías nacionales, especialmente a través del incremento de los derechos de los afroamericanos, la Gran Sociedad incrementó la protección al consumidor, al medio ambiente y las inversiones en infraestructura, entre otros aspectos. 
Este conjunto de programas tuvieron un fuerte cariz progresista y fueron vistos como una continuación de las políticas del «New Deal» del presidente Franklin D. Roosevelt de la década de 1930. Algunas de las propuestas se recogieron de las iniciativas de la «Nueva Frontera» de Kennedy que no habían podido aprobarse en los años precedentes. Los programas de la Gran Sociedad se impulsaron en la segunda mitad de la década de 1960 gracias a una serie de factores, incluido el fuerte liderazgo del presidente y sus habilidades de persuasión, además del clima político especialmente favorable tras la abrumadora victoria del Partido Demócrata en las elecciones de 1964 y una cómoda mayoría en la Cámara de Representantes desde 1965 que trajo a muchos nuevos congresistas de tendencia liberal y progresista. Durante su mandato, aproximadamente el 96% de los proyectos de ley de la administración Johnson fueron aprobados por el Congreso, más que cualquier otro presidente. Muchas de las medidas legislativas y los programas resultantes han tenido una influencia significativa en muchas áreas de la vida de los habitantes de Estados Unidos.
Los conservadores, contrarios por razones ideológicas a la expansión de la intervención estatal en la economía y la sociedad, se opusieron en su mayoría a los programas sociales de la Gran Sociedad y criticaron el incremento del gasto gubernamental. Aunque los demócratas aprobaron las medidas, los demócratas más comprometidos con la causa pacifista criticaron el desorbitado gasto militar en la guerra de Vietnam, que ahogó a la Gran Sociedad. Este conjunto de programas tuvieron un renovado impulso bajo las administraciones de los presidentes republicanos Richard Nixon y Gerald Ford, sin embargo, en las administraciones posteriores algunos programas fueron eliminados o sufrieron reducciones severas de fondos. Muchos de los programas continúan vigentes en la actualidad y ocupan lugares destacados en las políticas sociales del gobierno estadounidense, como la Older Americans Act, Medicare, Medicaid y las subvenciones federales al sistema educativo. La mayoría de historiadores y biógrafos de Johnson clasifican la Gran Sociedad como mayormente positiva, ya que los programas «produjeron mejoras sostenibles en asuntos sociales». Destacan especialmente los avances en política racial, que condujo a la abolición de la segregación racial y al fortalecimiento de los derechos civiles y electorales de los afroamericanos y otras minorías.